# Ixora orohenensis
Ixora orohenensis là một loài thực vật có hoa trong họ Thiến thảo. Loài này được Nadeaud mô tả khoa học đầu tiên năm 1897.